# Ballota (Cudillero)
Ballota (Vaḷḷouta) ist eine Parroquia in der Gemeinde Cudillero der autonomen Region Asturien. Cudillero ist der Verwaltungssitz der Gemeinde und 20 Kilometer entfernt.

## Geographie
Die 204 Einwohner der Parroquia leben in zwei Dörfern in den Höhen von 45 bis 300 m. Die Landwirtschaft ist seit Jahrhunderten die Haupteinnahmequelle, wenn auch die letzten Jahre der Tourismus neue Arbeitsplätze schafft.

## Weiler und Dörfer
- Ballota: 125 Einwohner (2011)
- Resellinas: unbewohnt (2011)
- Santa Marina: 157 Einwohner (2011) 43° 33′ 12″ N, 6° 18′ 38″ W

## Sehenswertes
- Kirche Santa María in Ballota